# Shikoku
Shikoku (四国, en català: "quatre províncies"), també coneguda com a regió de Shikoku (四国地方, Shikoku-chihō) és una de les quatre illes principals del Japó, així com també una regió que comprén les prefectures de Tokushima, Kagawa, Ehime i Kochi. Shikoku és la quarta illa més gran del Japó després de Honshu, Hokkaido i Kyushu. L'illa es troba al sud de Honshu i al nord-est de Kyushu. L'illa de Shikoku té una superfície de 18.297,78 quilòmetres quadrats i de 18.803,41 quilòmetres amb altres illes de la mar interior de Seto que formen part de la regió. El punt més alt de l'illa és el mont Ishizuchi d'Ehime amb 1.982 metres d'alçada. A data de juliol de 2020, la població total de la regió era de 3.695.619 dividida en quatre prefectures, sent Ehime la més poblada i Kôchi la que menys. El seu municipi més populós és la ciutat de Matsuyama, a la prefectura d'Ehime. Alguns dels noms històrics de l'illa han estat Iyo-no-futana-shima (伊予之二名島), Iyo-shima (伊予島) i Futana-shima (二名島); l'actual nom de Shikoku, fa referència a les antigues províncies que ocupaven l'illa: la d'Awa (actual Tokushima), la de Tosa (actual Kochi), la de Sanuki (actual Kagawa) i la d'Iyo (actual Ehime).

## Geografia

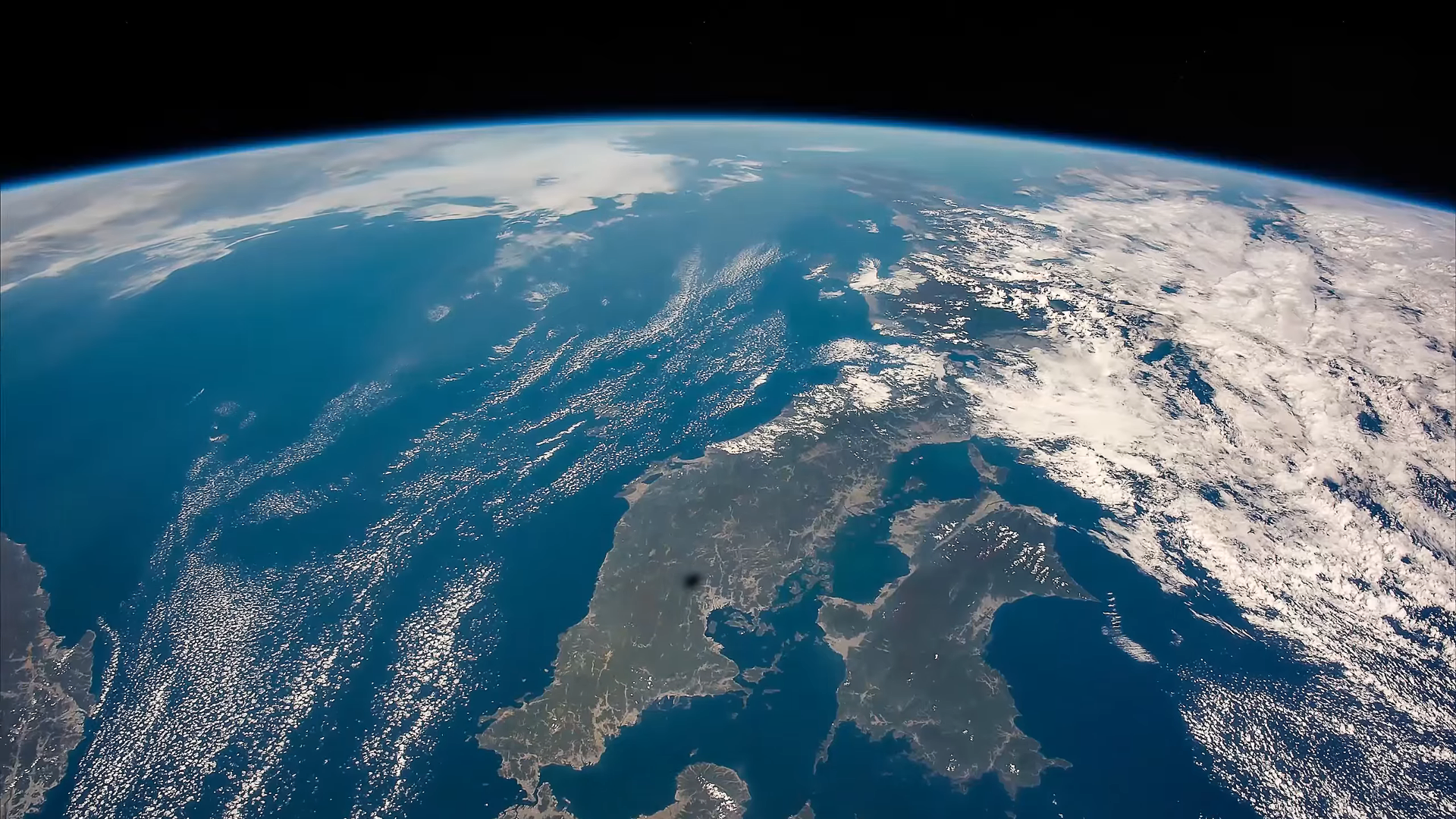
La regió de Chūgoku i Shikoku vistes des de l'Estació Espacial Internacional

L'illa de Shikoku, que inclou Shikoku i els illots que l'envolten, cobreix uns 18800 km² i consta de quatre prefectures: Ehime, Kagawa, Kōchi i Tokushima. A l'altra banda del Mar Interior de Seto es troben les prefectures de Wakayama, Osaka, Hyōgo, Okayama, Hiroshima i Yamaguchi a Honshu. A l'oest es troben les prefectures d'Ōita i Miyazaki a Kyūshū.

Mapa de geocaracterístiques de Shikoku

Shikoku és la 50a illa més gran del món per àrea. A més, està classificada com la 23a illa més poblada del món, amb una densitat de població de 193 habitants per quilòmetre quadrat (500/m²).
Les muntanyes que corren cap a l'est i l'oest divideixen Shikoku en una estreta subregió del nord, davant del mar Interior de Seto, i una part del sud davant de l'oceà Pacífic. En aquestes serralades es pot trobar l'espècie Hydrangea hirta. La majoria dels 3.8 milions d'habitants viuen al nord, i s'hi troben totes, menys una, de les poques ciutats més grans de l'illa. Mont Ishizuchi (石鎚山) a Ehime a 1982 m és la muntanya més alta de l'illa. La indústria està moderadament ben desenvolupada i inclou el processament de minerals de la important mina de coure Besshi. La terra s'utilitza de manera intensiva. Àmplies zones al·luvials, especialment a la part oriental de la zona, són plantades amb arròs i posteriorment es fan doble cultiu amb blat d'hivern i ordi. La fruita es conrea a tota la zona del nord en gran varietat, incloent cítrics, caquis, préssecs i raïm. A causa de la producció de blat, Sanuki udon (讃岐うどん) es va convertir en una part important de la dieta a la prefectura de Kagawa (antiga província de Sanuki) durant el període Edo.
La zona més gran del sud de Shikoku és muntanyosa i poc poblada. L'única terra baixa significativa és una petita plana al·luvial a Kōchi, la capital de la prefectura. Els hiverns suaus de la zona van estimular alguns cultius de verdures fora de temporada sota coberta de plàstic. Es poden conrear dos cultius d'arròs anualment a la zona sud. La indústria de la pasta i el paper va aprofitar els abundants boscos i l'energia hidroelèctrica.
El riu principal de Shikoku és el riu Yoshino. Corre 196 km des del seu naixement a prop del mont Ishizuchi, que flueix bàsicament d'oest a est a través dels límits nord de les prefectures de Kōchi i Tokushima, arribant al mar a la ciutat de Tokushima. El Yoshino és famós pel millor ràfting d'aigües braves del Japó, amb excursions per les seccions del riu Oboke Koboke.
Shikoku té quatre ciutats importants: Gamōda a Anan, Tokushima al punt més oriental de l'illa, Sada a Ikata, Ehime al punt més occidental. Muroto a Muroto, Kōchi i Ashizuri, l'extrem sud de Shikoku, a Tosashimizu, Kōchi, sobresurten a l'oceà Pacífic. El punt més al nord de l'illa es troba a Takamatsu.

A diferència de les altres tres illes principals del Japó, Shikoku no té volcans actius, i és la més gran de les illes del Japó que no en té. Però Shikoku sí que va experimentar activitat volcànica en el passat prehistòric llunyà; una caldera volcànica important a la zona del mont Ishizuchi va estar activa durant el Miocè cap al 14 fa milions d'anys.

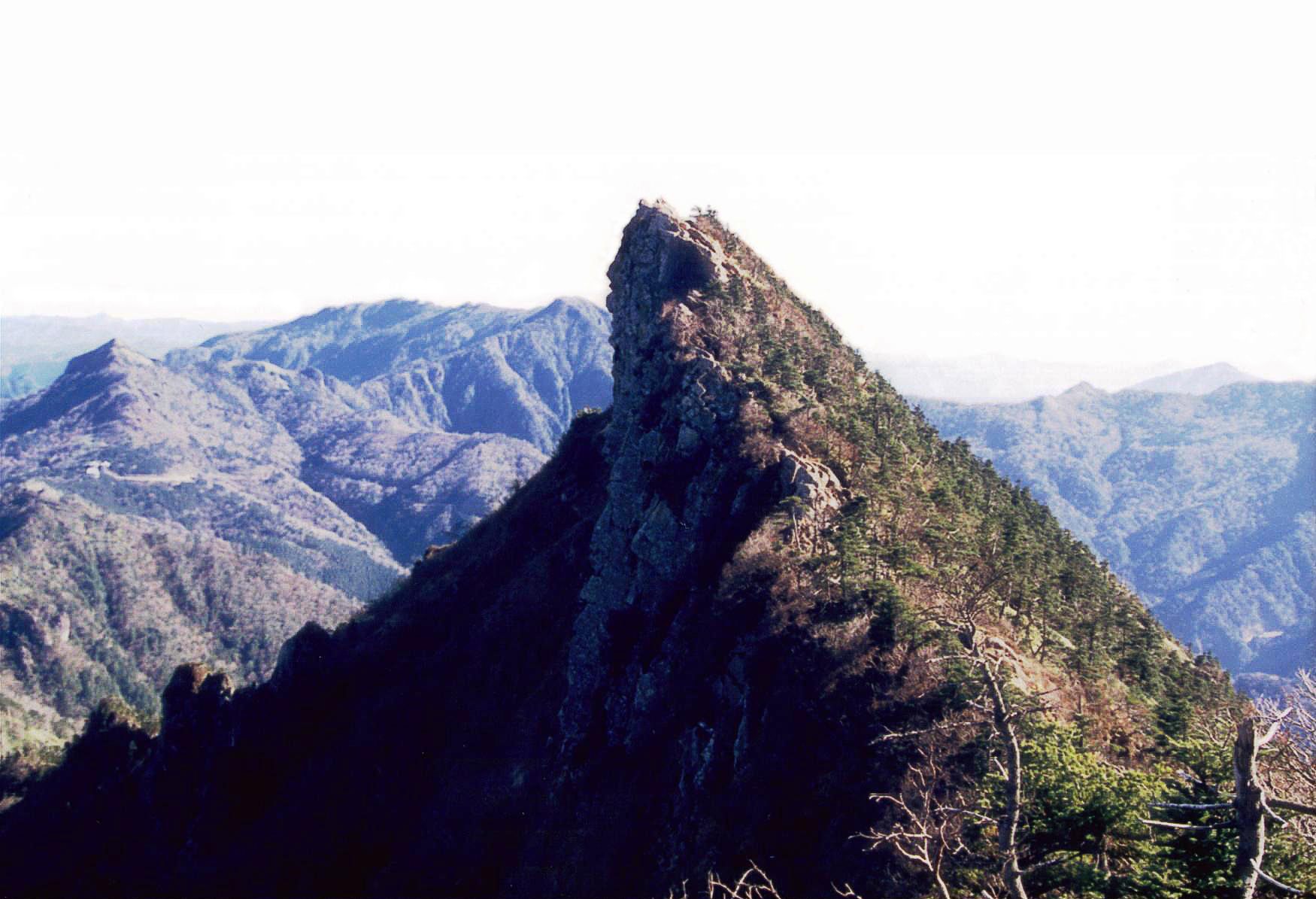
La muntanya Ishizuchi és la muntanya més alta de Shikoku
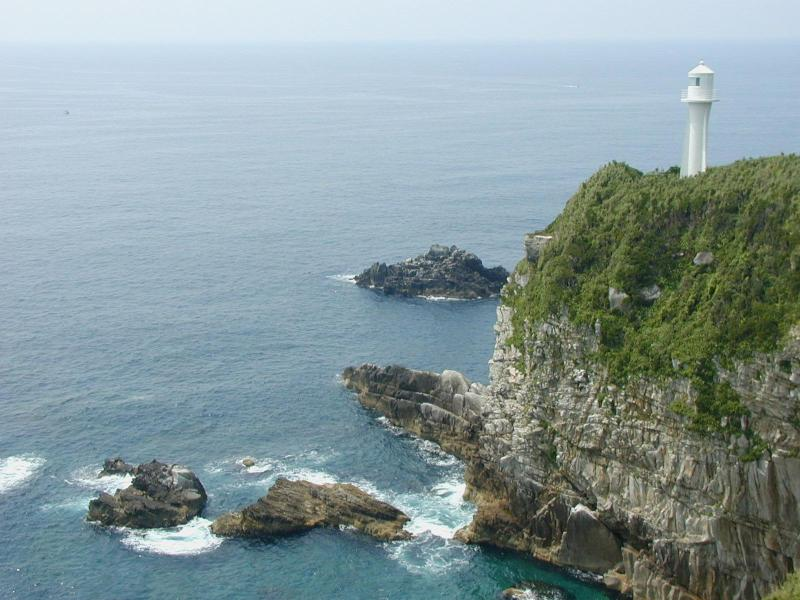
El cap Ashizuri es troba a l'extrem més meridional de Shikoku
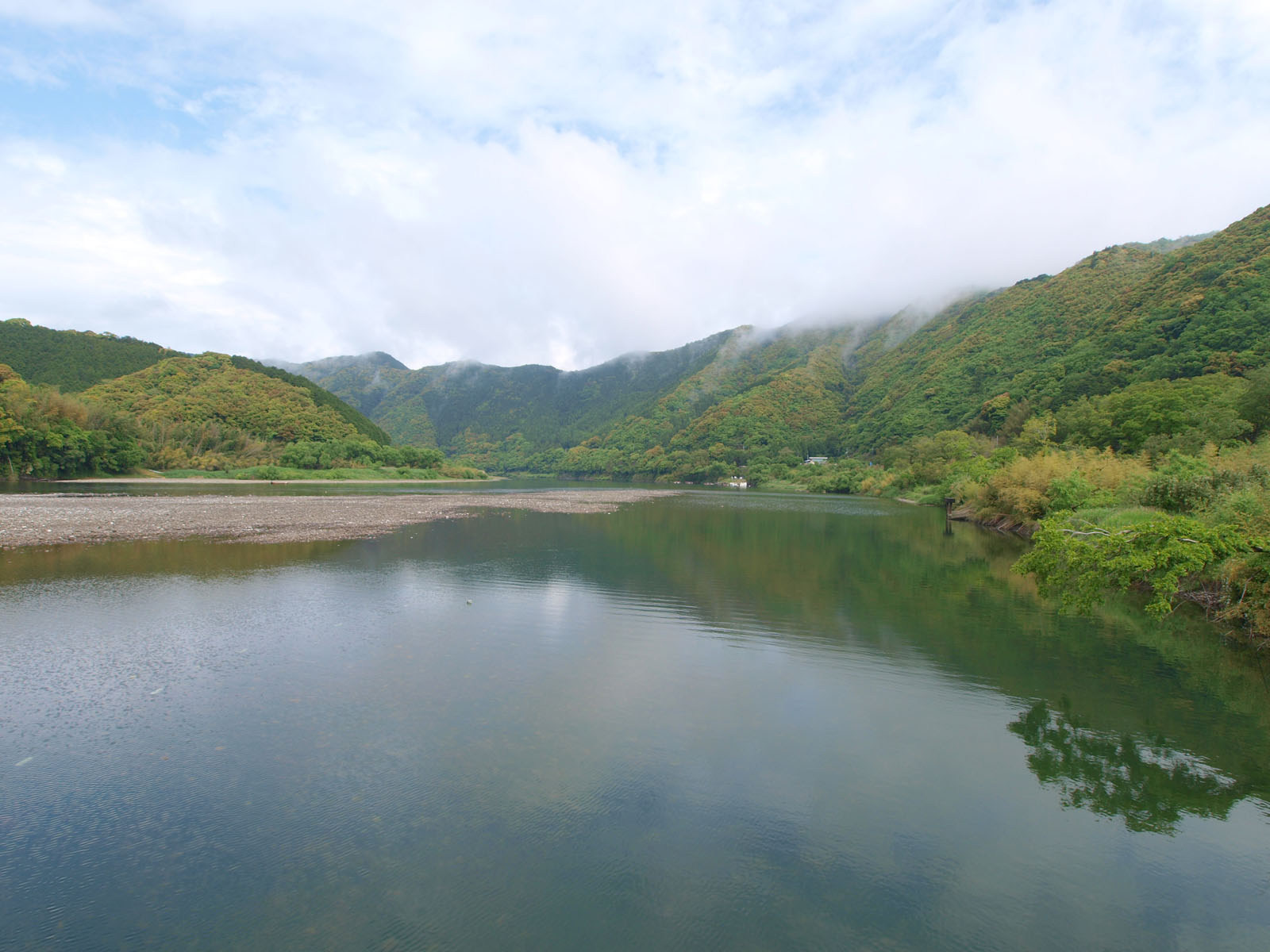
Riu Shimanto
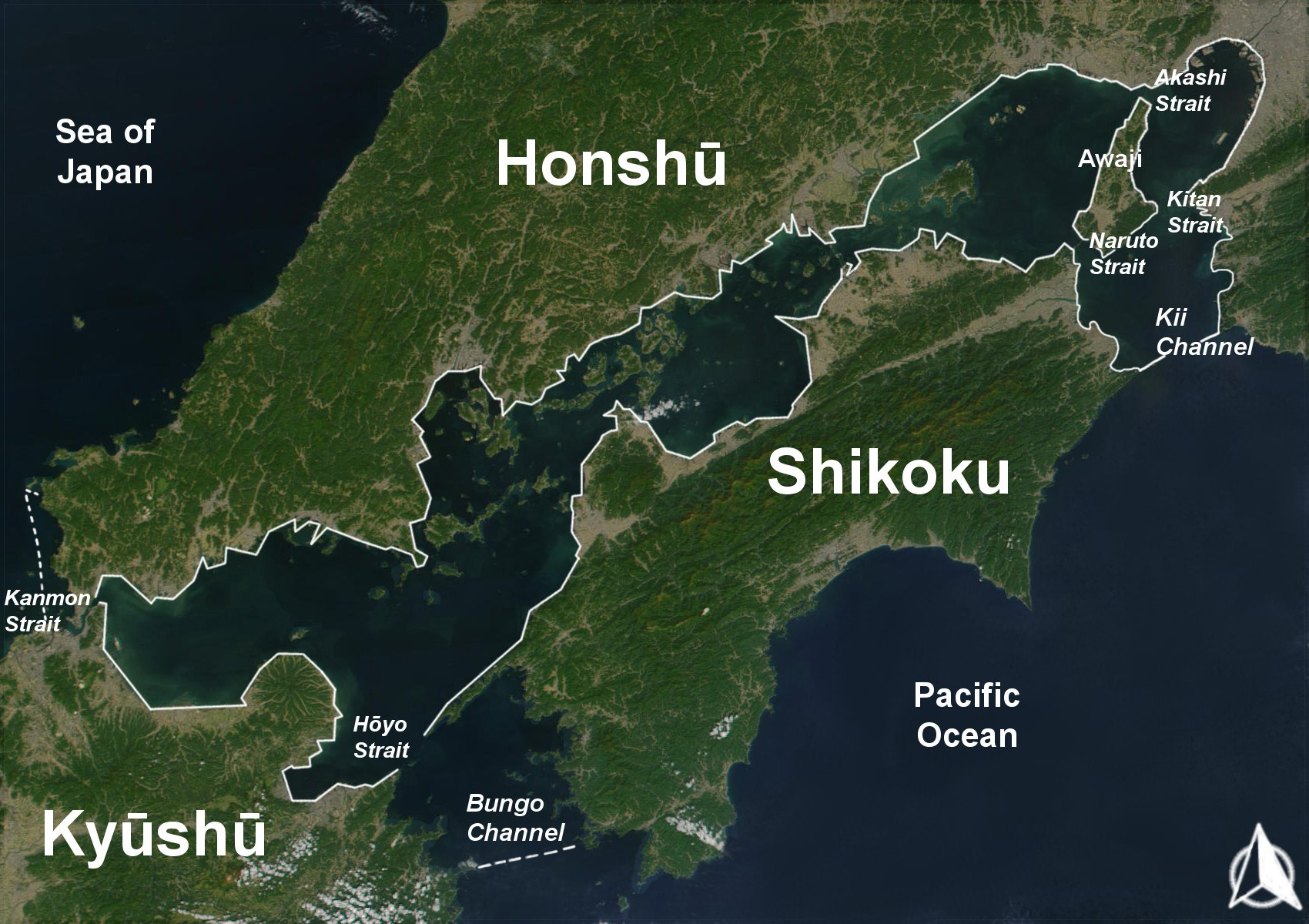
Mar Interior Seto

### Prefectures
La regió de Shikoku comprèn les prefectures de:
|   | Prefectura | Nombre mun. | Població (hab) [2020] | Superfície (km²) | Densitat (hab/km²) |
| - | ---------- | ----------- | --------------------- | ---------------- | ------------------ |
| 1 | Tokushima  | 24          | 723.096               | 4.146,80         | 174                |
| 2 | Kagawa     | 17          | 950.799               | 1.876,77         | 507                |
| 3 | Ehime      | 20          | 1.330.122             | 5.676,23         | 234                |
| 4 | Kōchi      | 34          | 691.602               | 7.103,86         | 97,4               |
|   | SHIKOKU    | 92          | 3.695.619             | 18.803,41        | 196,5              |

## Història

### Història antiga
Shikoku va ser una zona on la civilització japonesa es va desenvolupar de manera primerenca. A la Prefectura d'Ehime, a la Prefectura de Kōchi i a la Prefectura de Tokushima s’hi han trobat restes del Paleolític. Les ruïnes de Kamikuroiwa-Iwain són unes de les més famoses de principis de l’era Jōmon a Shikoku, on es calcula que els humans hi van habitar durant uns 10 000 anys.
El nivell de civilització humana a Shikoku es va desenvolupar encara més a finals del període Jōmon, amb l’aparició de Heijō Kaizuka, de Sugamo Kaizuka i altres jaciments Kaizuka. Després del període Yayoi, el conreu de l’arròs i l’ús d’eines metàl·liques es van estendre a gran escala a Shikoku, i la població es va incrementar de manera significativa. Les ruïnes representatives del període Yayoi a Shikoku inclouen les Ruïnes de Yano a la ciutat de Tokushima, i el grup de ruïnes de Tamura a la ciutat de Minamikuni.
A Shikoku s’hi han trobat nombroses tombes antigues, especialment a la Prefectura de Kagawa. Entre els majors cementiris de túmuls amb fosses anteriors i posteriors hi ha el Cementiri de Chasusan de Toyota i els túmuls antics a la prefectura de Kagawa, i el Cementiri Antic Shibano Maruyama a la prefectura de Tokushima. La tomba rectangular més gran de Shikoku es troba al Cementiri Antic d’Uma Mukoyama, a la prefectura d’Ehime.
Després dels períodes Hatori i Nara, es van construir kokubunji i oficines governamentals a Shikoku amb la implantació del sistema de lleis ritsuryō. Actualment se n’han localitzat restes arqueològiques. El monjo del període Heian Kūkai va néixer a Sanuki. Va construir el canal d’irrigació més gran del Japó, el Manoike, a Sanuki, cosa que va contribuir molt al desenvolupament de l’agricultura de la regió, i també és l’origen de la ruta de peregrinació dels 88 temples de Shikoku. La batalla de Yashima, una de les principals batalles finals de la Guerra de Genpei, també es va lliurar a Shikoku.
El western del Japó, incloent-hi Shikoku, era originàriament una regió on la cort imperial tenia més poder, però després de la Rebel·lió Seikyū, el shogunat Kamakura en va reforçar el control. Al període Muromachi, el clan Hosokawa era el més poderós a Shikoku, controlant gran part de Tosa, Awa i Sanuki, mentre que Iyo-kuni destacava juntament amb el clan Konoe.

### Del període Sengoku al període Edo

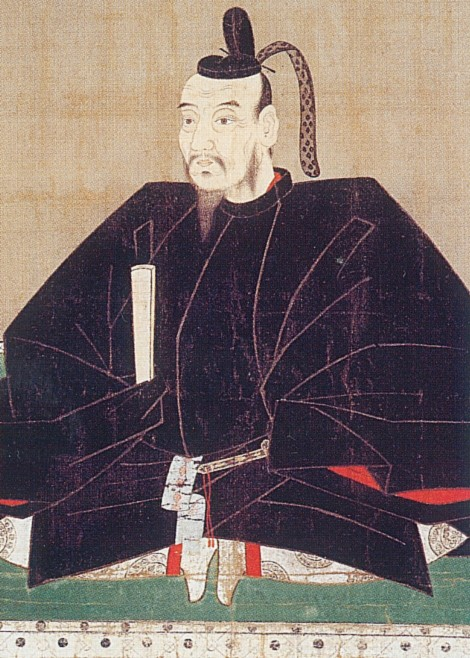
Els avantpassats de Chōsokabe Motochika eren els senyors supremes dels quatre països durant el període dels Estats Combatents.

Al període dels Estats Combatents, les forces més poderoses als quatre països eren el clan Miyoshi, que controlava Awa fins a la regió de Kinai; el clan Tosa-jō, al sud de Tosa; el clan Kōno, a Iyo; i el clan Kagawa, a Sanuki. Finalment, però, va emergir el senyor suprem únic, Chōsokabe Motochika. Un dels «Set herois de Tosa» és el clan Nagamune. L’any 1575 (tercer any de Tenshō), Nagamune i la seva família van prendre el control d’Awa i Sanuki després d’unificar Tosa, i, aprofitant el caos posterior a l’Incident de Honnō-ji, van unificar pràcticament tot el territori de Shikoku. El 1585 (any 13 de Tenshō), Hashiba Hideyoshi va iniciar la conquesta dels quatre països i, tot i la resistència de Chōsokabe, finalment es va rendir.
Després del període Edo, els antics noms dels quatre països van ser substituïts per dominis governats per vassalls de confiança del shogunat Tokugawa. Durant l’Edo, el domini de Tokushima (equivalent a Awa i Awaji) i el domini de Tosa (equivalent a Tosa) estaven governats pels clans Hachisuka i Yamauchi, respectivament. Iyo i Sanuki es van dividir en diversos dominis més petits, sent els més grans els dominis de Takamatsu, Iyo-Matsuyama i Uwajima.

## Política i govern

### Governadors
| Prefectura | Governador        | Inici del mandat | Fi del mandat | Partit | Partit |
| Tokushima  | Kamon Iizumi      | 18-05-2003       | 17-05-2023    |        | Ind    |
| Kagawa     | Keizō Hamada      | 05-09-2010       | 04-09-2022    |        | Ind    |
| Ehime      | Tokihiro Nakamura | 01-12-2010       | 30-11-2022    |        | PD     |
| Kōchi      | Seiji Hamada      | 07-12-2019       | 06-12-2023    |        | Ind    |

## Demografia
Shikoku té una població total de 3.630.320 el 2022. La ciutat més gran és Matsuyama (població: 507.137) i és la capital de la prefectura d'Ehime. Shikoku és l'illa principal amb la tercera densitat de població més gran, amb 193 habitants per km².
| 1  | Matsuyama   | Ehime · Ehime         | 507.137 | 11 | Anan         | Tokushima · Tokushima | 67.891 |
| 2  | Takamatsu   | Kagawa · Kagawa       | 414.363 | 12 | Mitoyo       | Kagawa · Kagawa       | 60.106 |
| 3  | Kochi       | Kochi · Kochi         | 321.910 | 13 | Kan'onji     | Kagawa · Kagawa       | 56.258 |
| 4  | Tokushima   | Tokushima · Tokushima | 250.150 | 14 | Naruto       | Tokushima · Tokushima | 53.368 |
| 5  | Imabari     | Ehime · Ehime         | 147.334 | 15 | Sakaide      | Kagawa · Kagawa       | 49.487 |
| 6  | Niihama     | Ehime · Ehime         | 113.755 | 16 | Sanuki       | Kagawa · Kagawa       | 45.763 |
| 7  | Marugame    | Kagawa · Kagawa       | 108.744 | 17 | Nankoku      | Kochi · Kochi         | 46.176 |
| 8  | Saijō       | Ehime · Ehime         | 102.830 | 18 | Ōzu          | Ehime · Ehime         | 39.352 |
| 9  | Shikokuchūō | Ehime · Ehime         | 80.952  | 19 | Yoshinogawa  | Tokushima · Tokushima | 37.707 |
| 10 | Uwajima     | Ehime · Ehime         | 68.213  | 20 | Komatsushima | Tokushima · Tokushima | 35.288 |

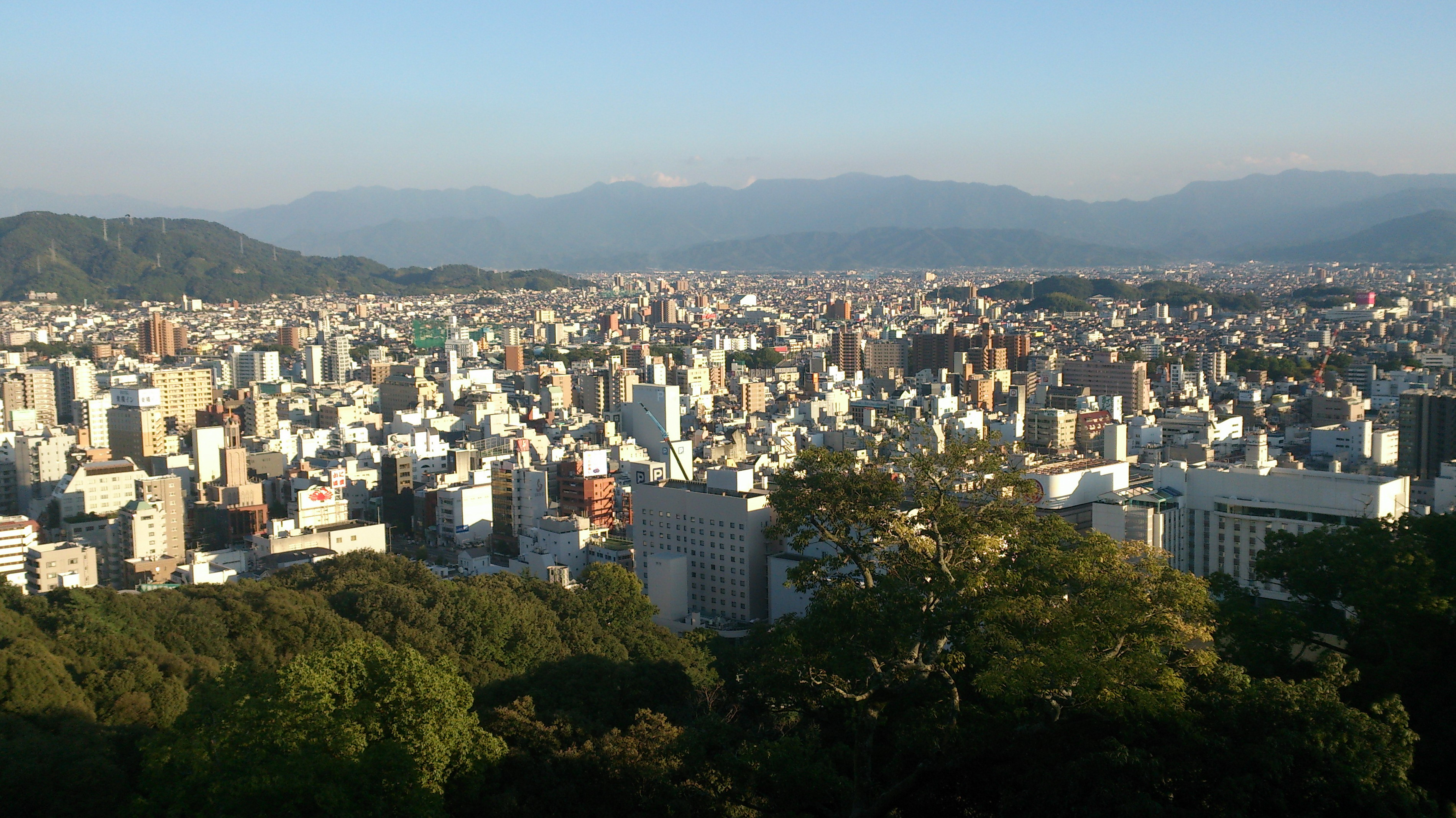
Ciutat de Matsuyama
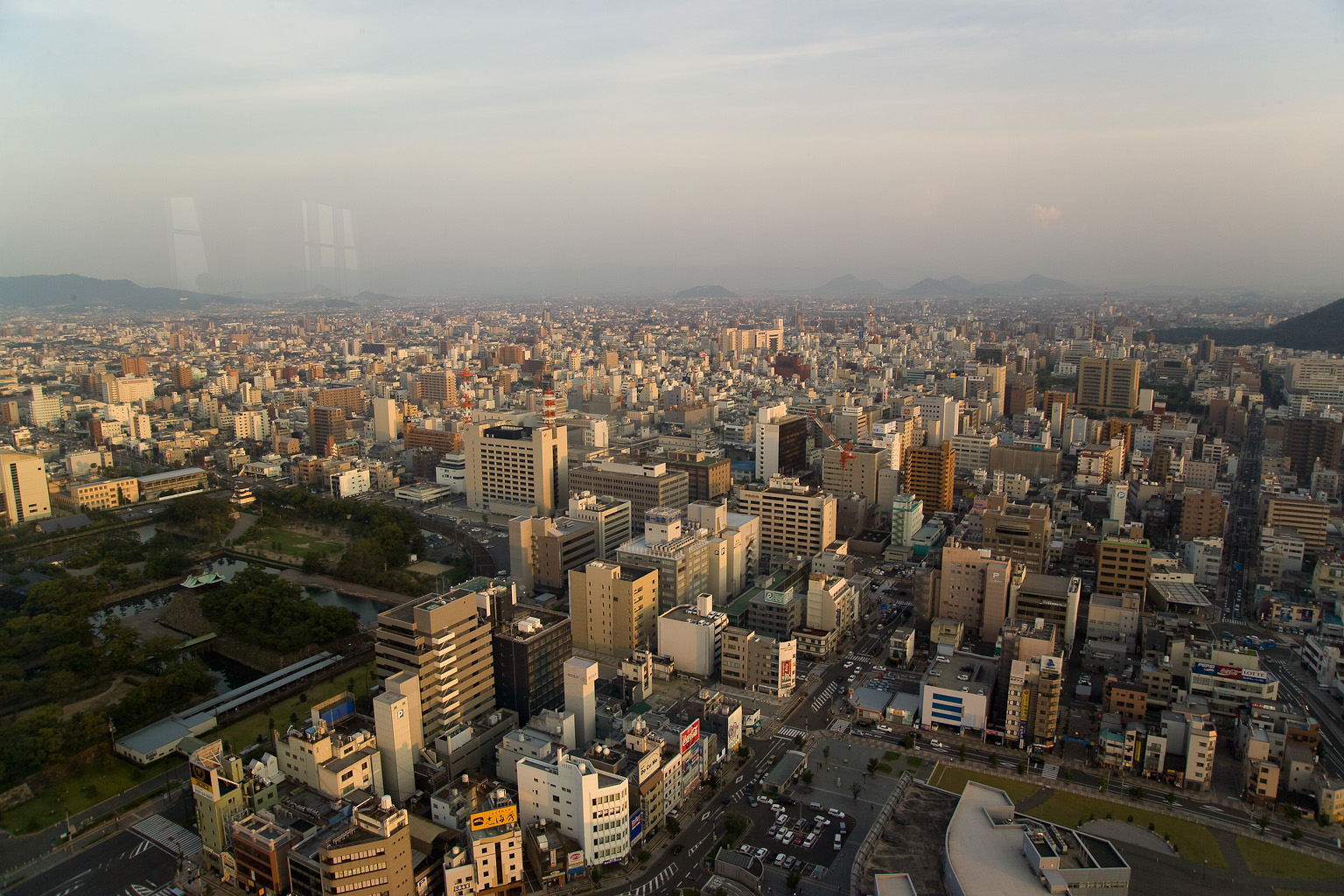
Ciutat de Takamatsu
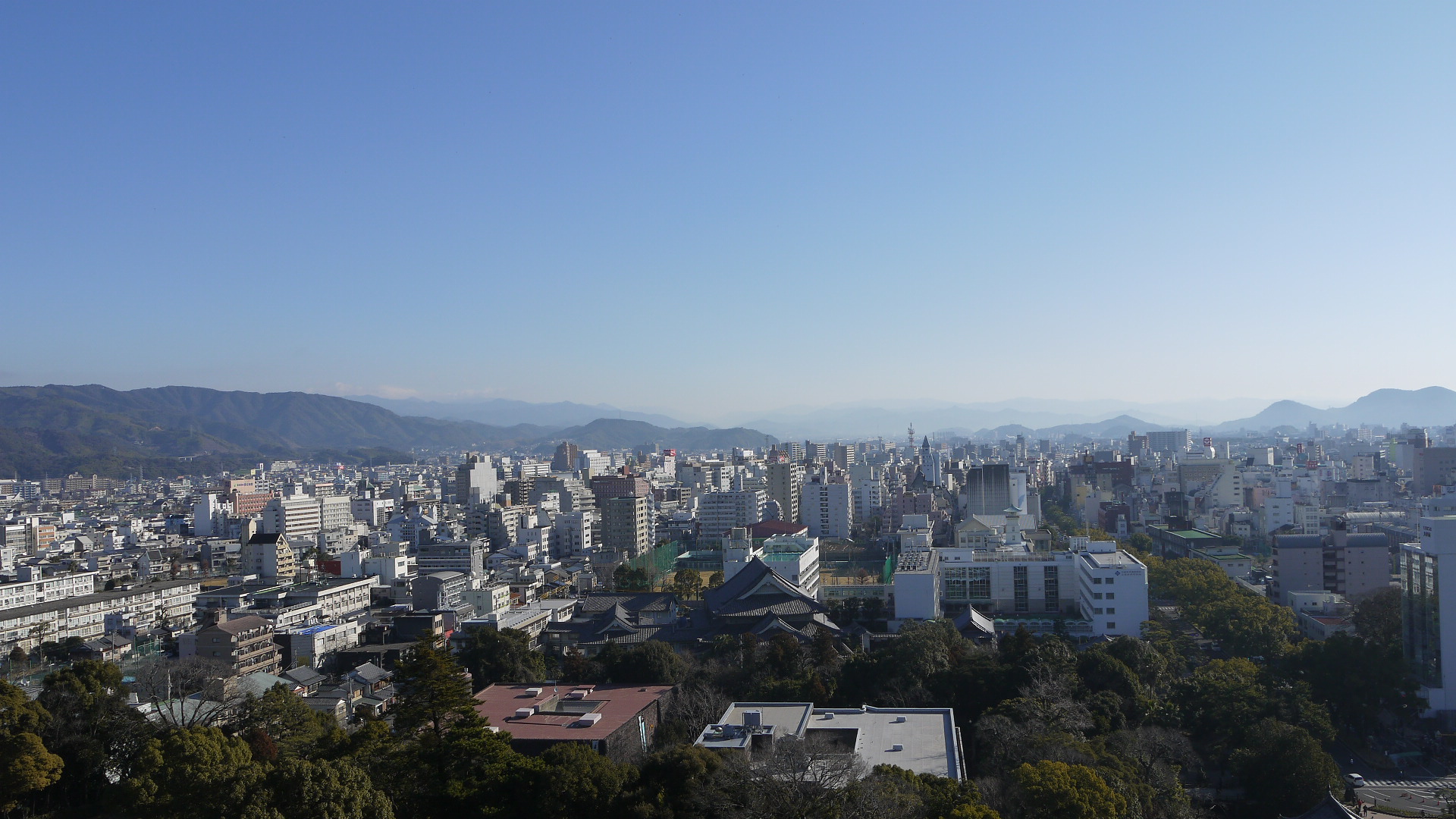
Ciutat de Kōchi
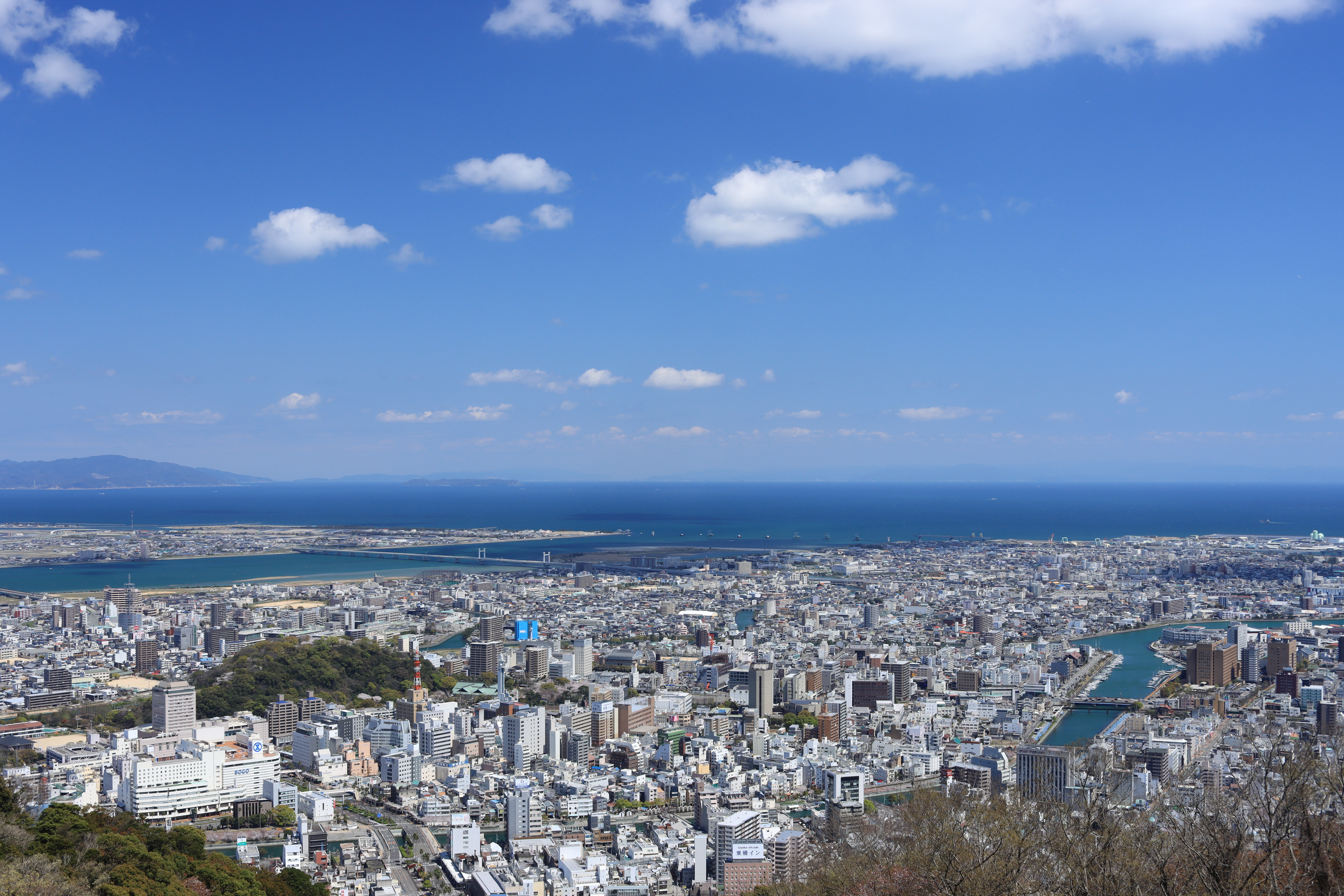
Ciutat de Tokushima

Segons dades del cens japonès, i, la població màxima de la regió de Shikoku va ser el 1950 i ha tingut un creixement negatiu de la població des del 1950 fins al 1970 i el 1990 en endavant.
| 1920      | 1930      | 1940      | 1950      | 1960      | 1970      | 1980      | 1990      | 2005      | 2015      |
| 3.066.000 | 3.310.000 | 3.337.000 | 4.221.000 | 4.122.000 | 3.904.000 | 4.163.000 | 4.195.000 | 4.141.955 | 3.845.534 |

## Transport

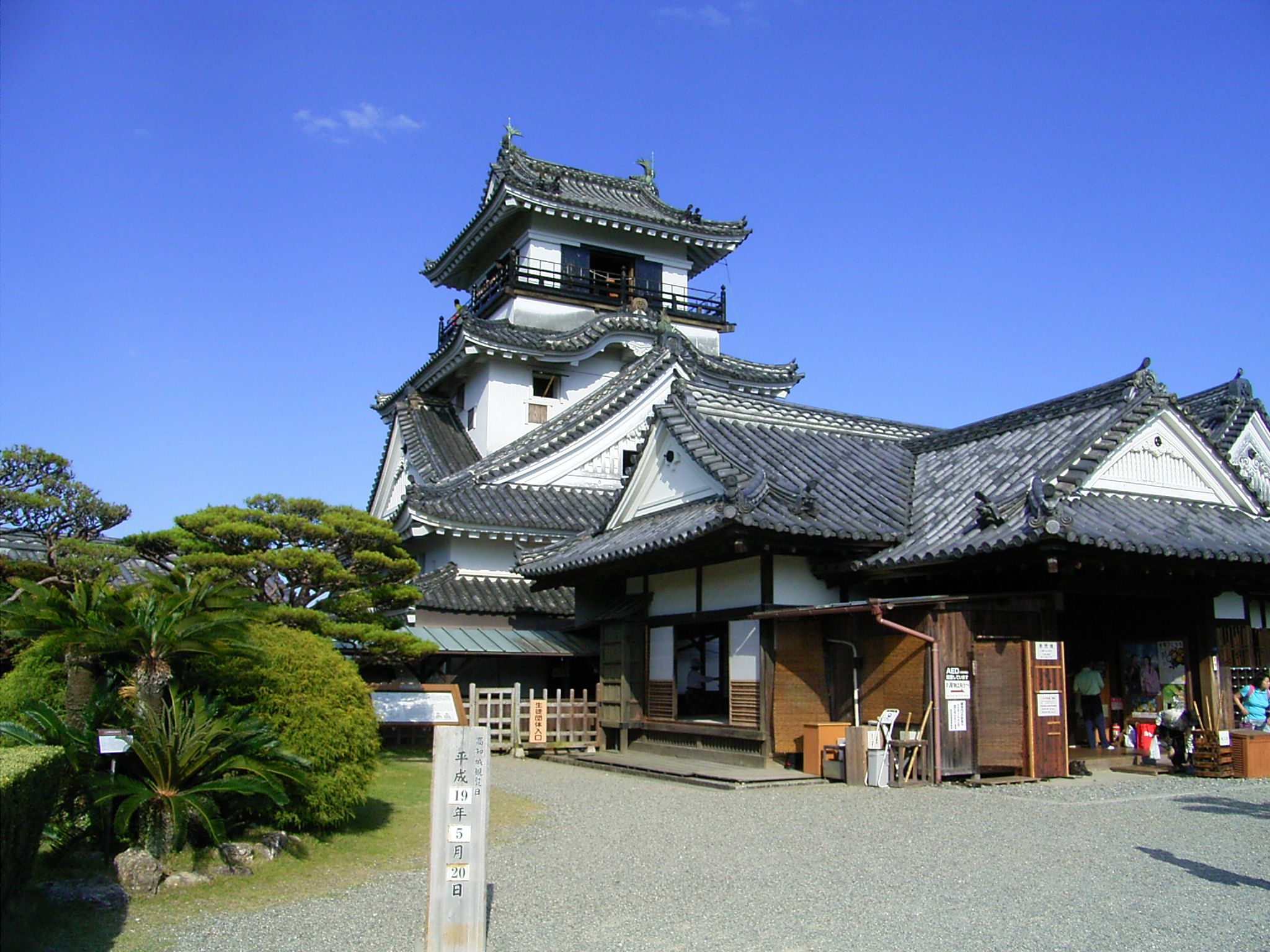
Castell de Kōchi

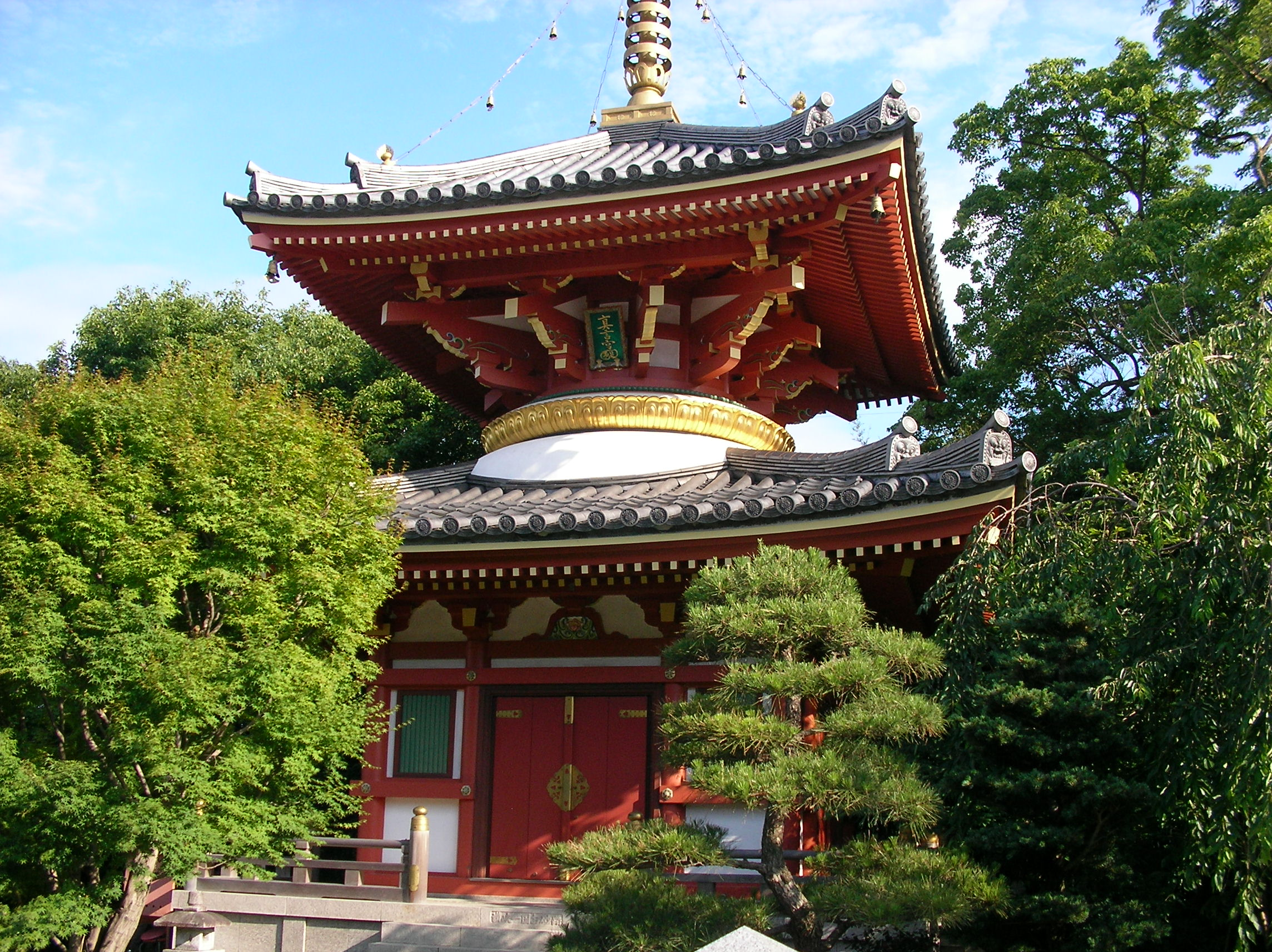
Anraku-ji a Kamiita, Tokushima

### Carreteres
Shikoku està connectat amb Honshu per tres autopistes, que juntes formen el projecte del pont Honshū-Shikoku.
- Autopista Kobe-Awaji-Naruto (Shikoku oriental)

- Autopista Seto-Chūō (Shikoku central)

- Autopista de Nishiseto (Shikoku occidental)

La porta d'entrada oriental a Shikoku, Naruto, a la prefectura de Tokushima, està enllaçada amb l’autopista Kobe-Awaji-Naruto des de 1998. Aquesta línia connecta Shikoku amb la zona de Kansai que té una gran població, incloses les grans conurbacions d'Osaka, Kyoto i Kobe. Per tant, l'autopista Kobe-Awaji-Naruto té un gran volum de trànsit. Molts autobusos d'autopista funcionen entre Kansai i la prefectura de Tokushima.
La part central de Shikoku està connectada amb Honshu per ferri, aire i, des de 1988, per la xarxa del gran pont de Seto. Fins a la finalització dels ponts, la regió estava aïllada de la resta del Japó. S'esperava que el moviment més lliure entre Honshu i Shikoku promogués el desenvolupament econòmic a banda i banda dels ponts, que encara no s'ha materialitzat.
Dins de l'illa, una xarxa de carreteres nacionals connecta els principals nuclis de població. Aquestes inclouen les rutes 11, 32, 33, 55 i 56.

### Ferrocarril
La Shikoku Railway Company (JR Shikoku) dona servei a l'illa i connecta amb Honshu a través del Gran Pont de Seto. Les línies JR inclouen:
- Línia Yosan

- Línia Dosan

- Línia Kōtoku

- Línia Tokushima

- Línia Mugi

- Línia Naruto

- Línia Uchiko

- Línia Yodo

- Línia Honshi Bisan

- Línia Seto Ōhashi

Les línies de ferrocarril privades operen a cadascuna de les quatre prefectures de Shikoku.

### Viatge aeri
Shikoku no té un aeroport internacional complet, però té quatre aeroports regionals/domèstics (aeroport de Tokushima, aeroport de Takamatsu, aeroport de Kōchi Ryōma i aeroport de Matsuyama). Tots aquests aeroports tenen vols a Tòquio i altres grans ciutats japoneses com Osaka, Nagoya, Sapporo i Fukuoka. Els vols internacionals a Seül, Corea del Sud són servits per Asiana Airlines des de Matsuyama i Takamatsu. També hi ha vols xàrter internacionals periòdics.
Viatge marítim
Els ferris uneixen Shikoku amb destinacions com Honshu, Kyushu i les illes al voltant de Shikoku.

## Cultura

### Societat i arquitectura
Històricament, Shikoku ha estat bastant aïllat i, per tant, ha mantingut les característiques originals del Japó durant un període més llarg, especialment pel que fa a la vegetació i algunes tècniques arquitectòniques. Hi ha molts temples budistes.
El Shikoku "perdut" ha estat descrit per un escriptor nord-americà, Alex Kerr, que va viure en un remot poble de muntanya prop d'Oboke (大歩危) durant molts anys a partir de 1970.
El parc nacional Ashizuri-Uwakai es troba a la part sud-oest de Shikoku.

### Tradicions

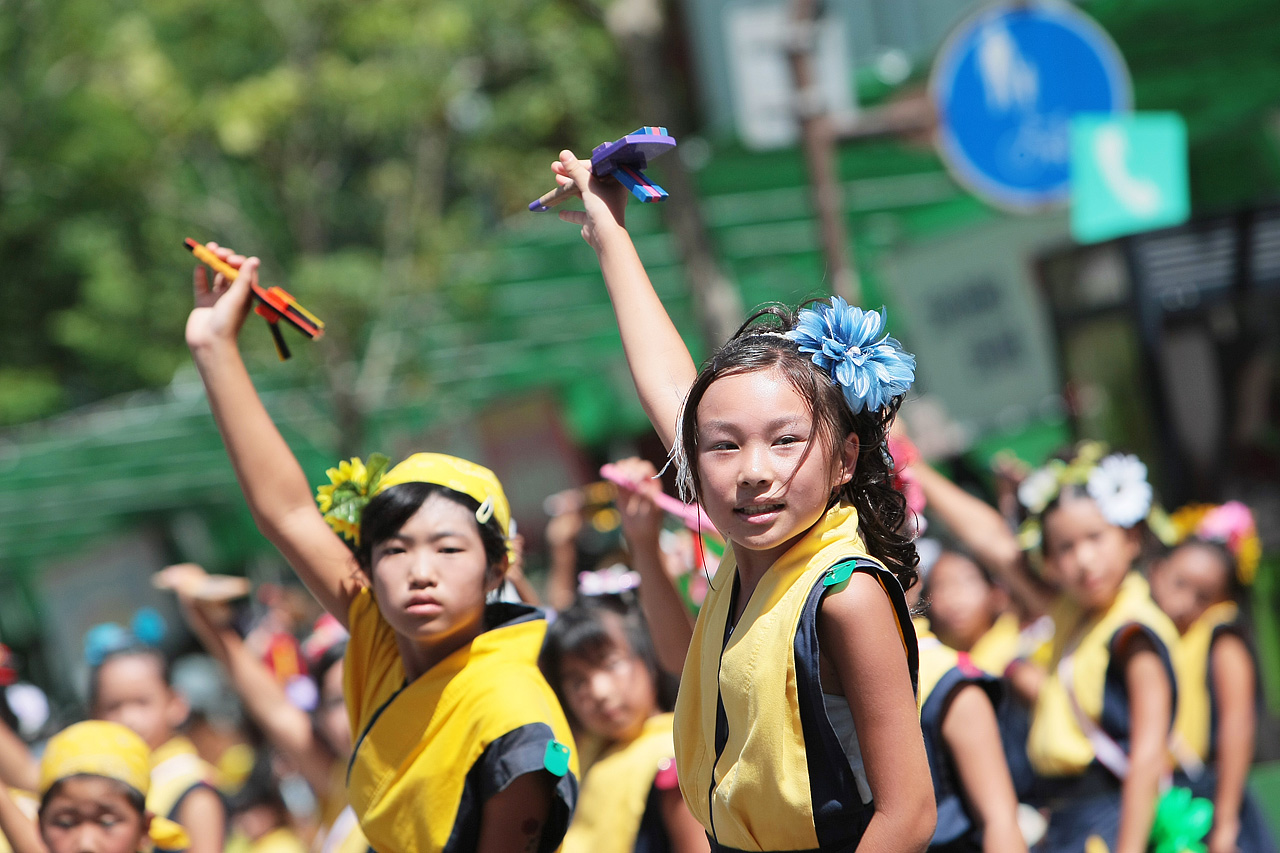
Festival Yosakoi.

Shikoku també és famós pel seu pelegrinatge de 88 temples. El pelegrinatge va ser establert pel sacerdot budista de l'època Heian Kūkai, un nadiu de l'actual Zentsūji-cho a la prefectura de Kagawa. Segons la llegenda, Kūkai encara avui apareix als pelegrins. La majoria dels pelegrins d'avui en dia viatgen amb autobús, rarament escullen el mètode antic d'anar a peu. Se'ls veu amb jaquetes blanques estampades amb els personatges que llegeixen dōgyō ninin (同行二人) que significa "dos viatgen junts".
La prefectura de Tokushima també té el seu Awa Odori anual que funciona a l'agost en el moment del festival Obon, que atreu milers de turistes cada any de tot el Japó i de l'estranger.
La prefectura de Kōchi és la seu del primer festival anual de Yosakoi. El festival més gran de Kōchi, té lloc a l'agost de cada any i atrau ballarins i turistes de tot el Japó.
L'illa és coneguda per la seva ruta de pelegrinatge a través de 88 temples relacionats amb el monjo Kûkai. Antigament la ruta es feia caminant però ara és comú fer-la en autobús.

### Gastronomia

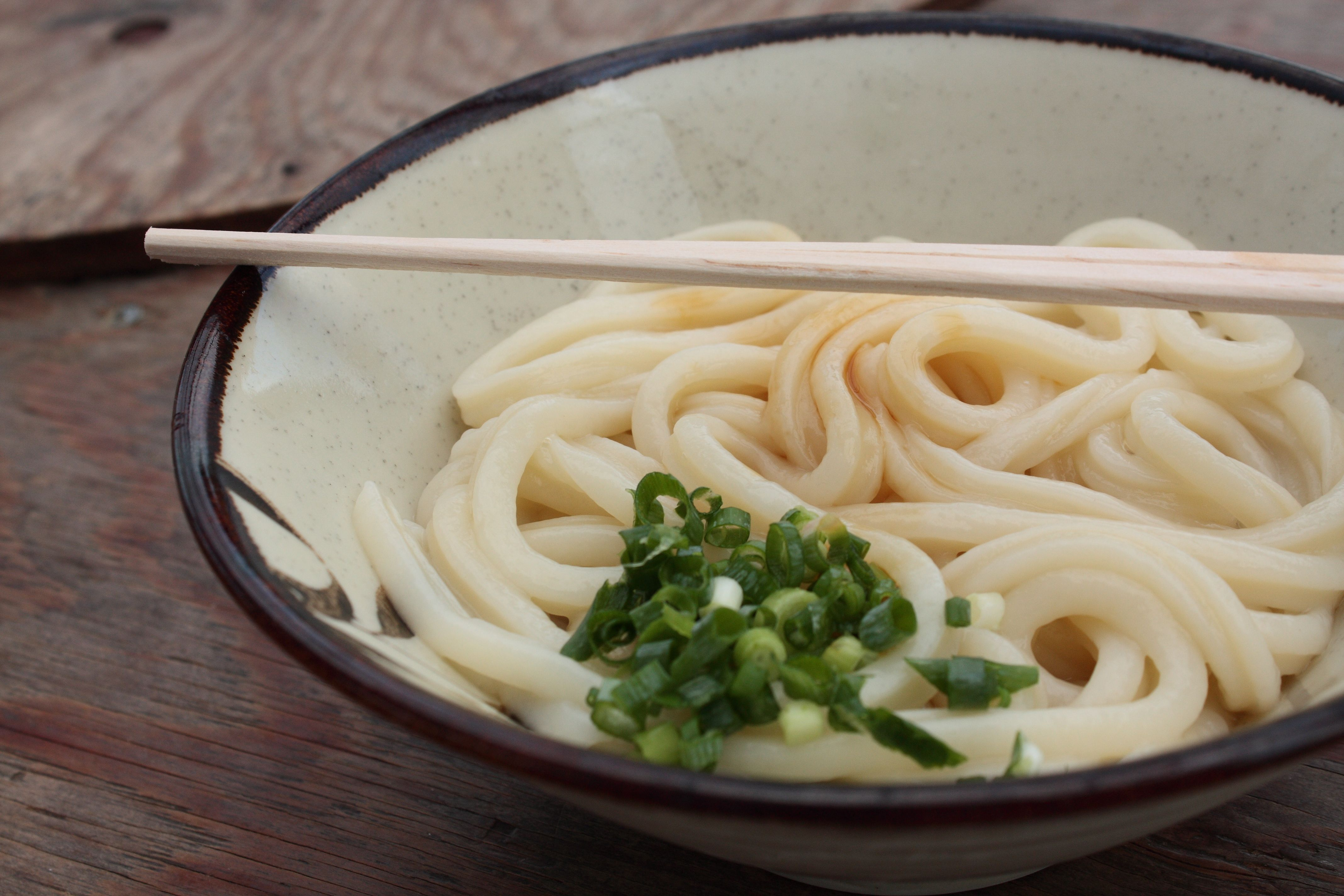
Sanuki udon

Un dels aliments principals de Shikoku és l'udon. L'Udon se serveix sovint calent com a sopa de fideus en la seva forma més senzilla, com a kake udon, en un brou amb un sabor suau anomenat kakejiru, que està fet de dashi, salsa de soja (shōyu) i mirin. Normalment s'acaba amb cebolleta picada fina. Altres complements comuns inclouen tempura, sovint gambes o kakiage (un tipus de bunyol de tempura barrejat), o aburaage, un tipus de butxaques de tofu fregits amanits amb sucre, mirin i salsa de soja. Sovint s'hi afegeix una llesca fina de kamaboko, un pastís de peix amb forma de mitja lluna. Es pot afegir Shichimi al gust. Una altra especialitat és el plat característic de Kōchi, el bonítol adobat.
El clima càlid de Shikoku es presta al cultiu de cítrics. Com a resultat, el yuzu, el mikan i altres cítrics són abundants a Shikoku i s'han convertit en sinònims de les regions on es cultiven.

## Esports

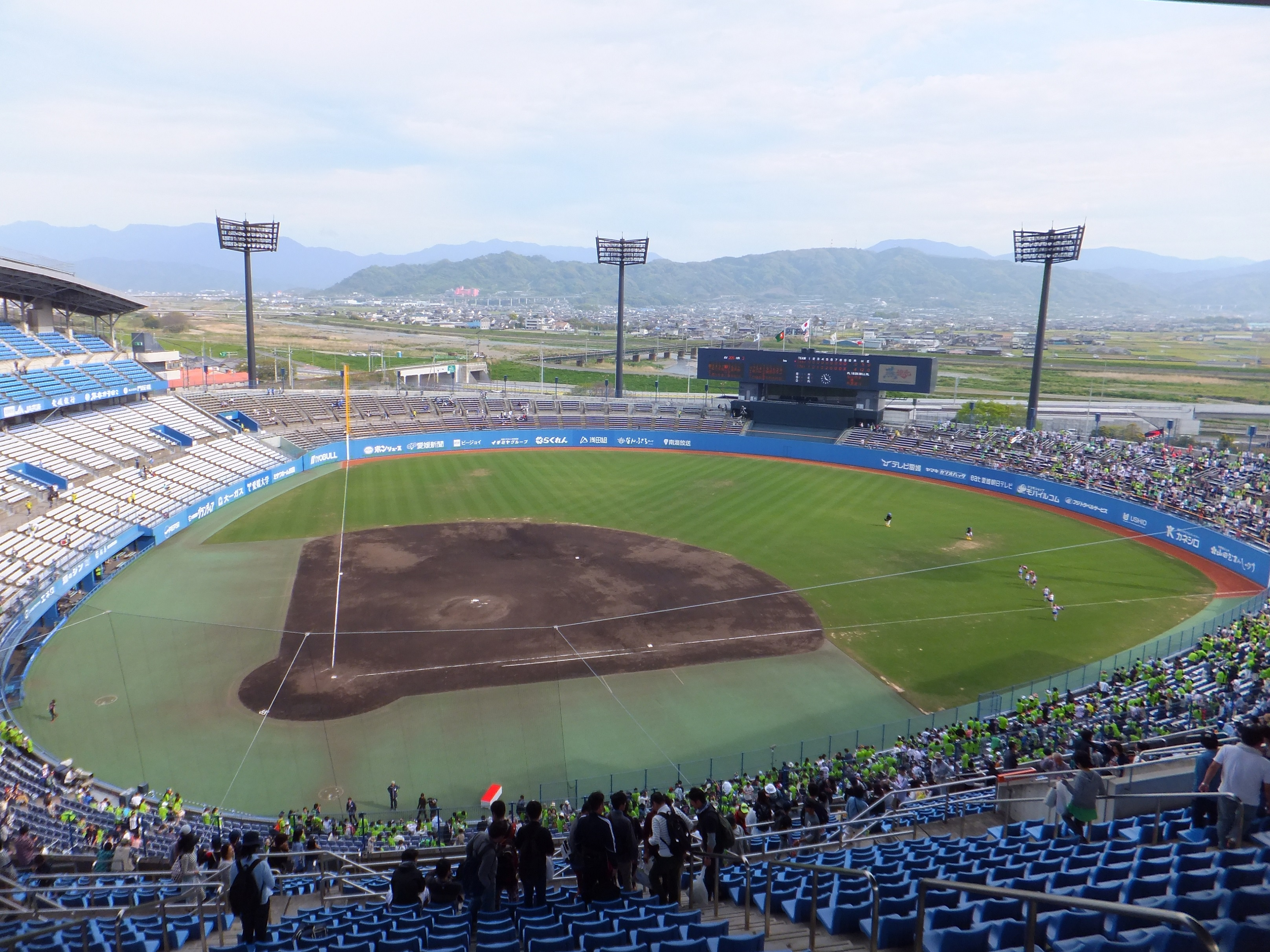
Shikoku Island League Plus (Ehime Mandarin Pirates)

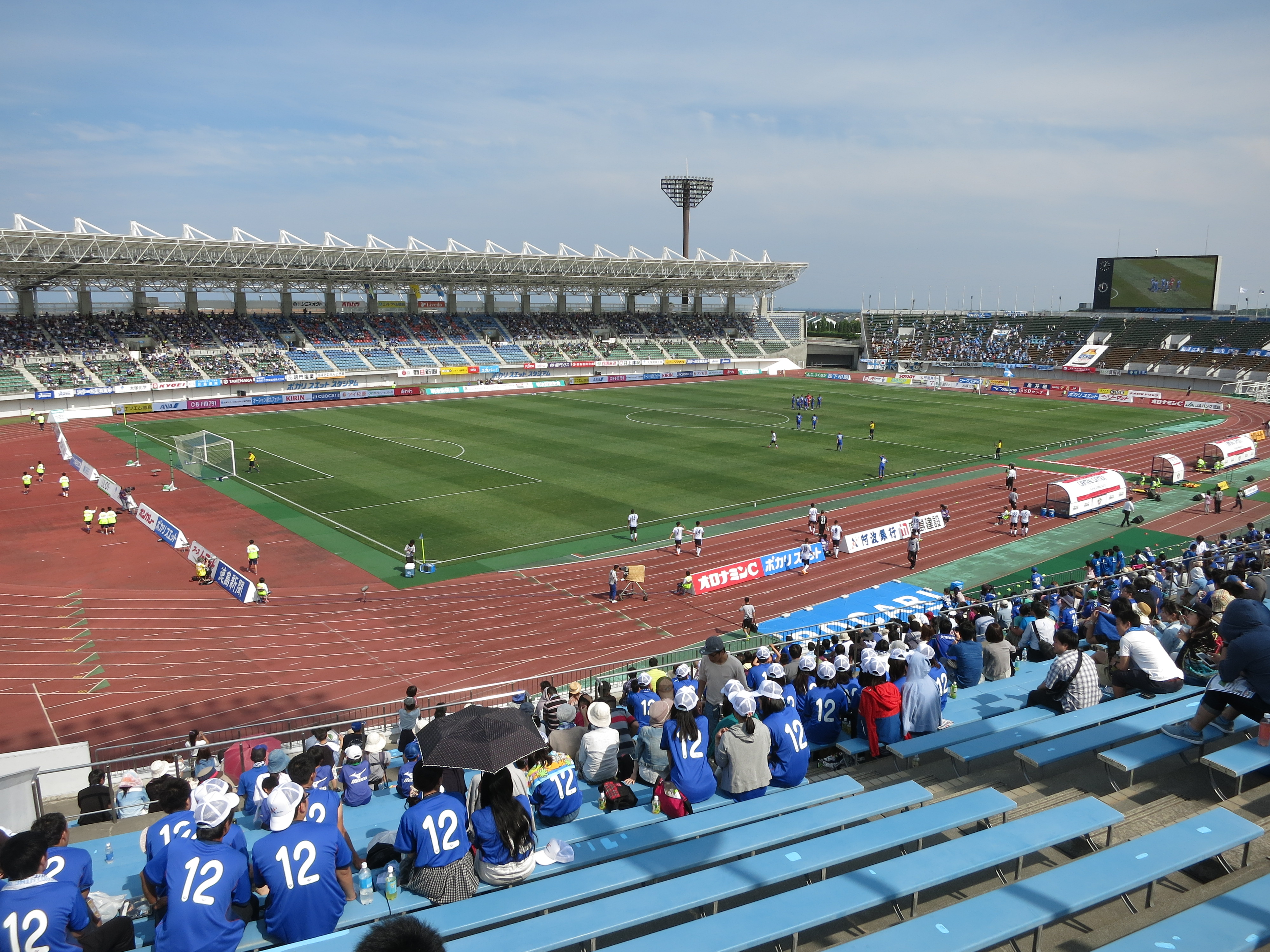
J. League (Tokushima Vortis)

Històricament cap equip esportiu de Shikoku ha competit a la màxima divisió japonesa de beisbol, futbol (futbol) o fins i tot rugbi. Actualment, els equips principals que competeixen a les principals ciutats de Shikoku inclouen:
- Naruto, Tokushima: Tokushima Vortis (futbol, J. League Division 1), Tokushima Indigo Socks (beisbol, Shikoku-Kyūshū Island League)

- Matsuyama, Ehime: Ehime FC (J2), Ehime Mandarin Pirates (SKIL)

- Takamatsu, Kagawa: Kamatamare Sanuki (JFL), Kagawa Olive Guyners (SKIL)

- Kōchi, Kōchi: Kōchi Fighting Dogs (SKIL)

### Esportistes destacats
Mikuru Suzuki, campiona del món femenina de dos temps de dards, és nativa de Takamatsu a la prefectura de Kagawa a Shikoku.